# Negueira de Muñiz
Negueira de Muñiz es un municipio español de la provincia de Lugo, en la comunidad autónoma de Galicia. Está situado en la zona montañosa del este de la comunidad, en el límite con Asturias, y pertenece a la comarca de Fonsagrada.

## Historia
El actual Ayuntamiento de Negueira de Muñiz formaba junto al de Fonsagrada el antiguo municipio de Burón, con capitalidad en la Puebla de Burón.
En 1925 se produce una separación administrativa, creándose el municipio de Negueira, que pasaría 3 años más tarde a denominarse Negueira de Muñiz, en honor a José Antonio Muñiz Álvarez, artífice de la creación del municipio.

## Organización territorial
El municipio está formado por treinta y una entidades de población distribuidas en seis parroquias:
- Barcela (San Miguel)
- Ernes[3] (San Pedro)[2][4]
- Marentes (Santa María Magdalena)[2]
- Negueira (San Salvador)
- Ouviaño (Santiago)
- Riodeporto (San Blas)[2]

## Geografía humana

### Demografía
Cuenta con una población de 240 habitantes (INE 2024).
| Gráfica de evolución demográfica de Negueira de Muñiz entre 1930 y 2021 |
| |
| Población de derecho según los censos de población del INE Población de hecho según los censos de población del INEEntre el censo de 1930 y el anterior, aparece este municipio porque se segrega del municipio 27018 (Fonsagrada) |